# Pennsylvanian
Il Pennsylvanian è un treno passeggeri operato da Amtrak tra New York e Pittsburgh passando per Filadelfia.
Numerose le vie sceniche quali:
- Pittsburgh's Golden Triangle, dove i fiumi Allegheny, Monongahela e Ohio convergono
- Le Allegheny Mountains
- Il famoso Horseshoe Curve vicino Altoona
- Pennsylvania Dutch Country